# Kurt Kettler
Heinrich Wilhelm Kurt Kettler (* 29. März 1902 in Hannover; † 13. Februar 1981 in Bremen) war ein deutscher  Rüstungsmanager in der Zeit des Nationalsozialismus. Er war Geschäftsführer der Borsig-Lokomotiv-Werke und Generaldirektor der Mittelwerk GmbH.

## Leben

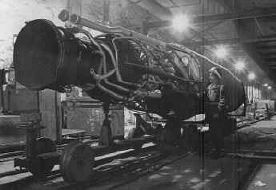
V2-Rakete im Kohnsteintunnel

Er war der Sohn des Oberpostassistenten Heinrich Wilhelm Kettler und dessen Ehefrau Johanne geborene Wolff.

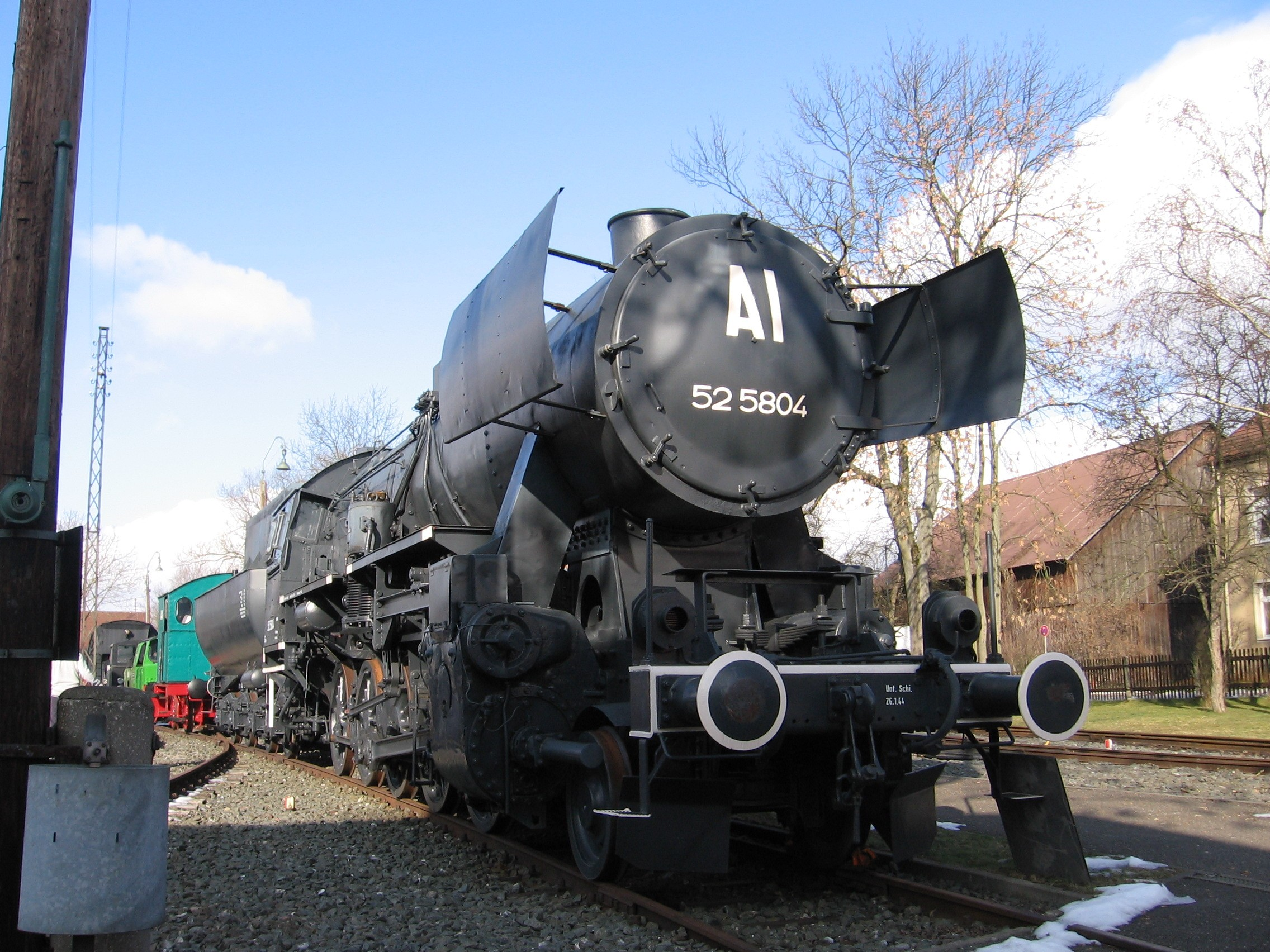
52er Kriegslokomotive, dem Auslieferungszustand nachempfunden

Kettler promovierte 1928 bei Ludwig Troske an der Technische Hochschule Hannover zum Dr.-Ing.
Er galt er als Vorreiter und Aktivist der nationalsozialistischen Bewegung und trat 1934 der SS bei (SS-Nummer 254.033). Am 10. Juli 1937 beantragte er die Aufnahme in die NSDAP und wurde rückwirkend zum 1. Mai desselben Jahres aufgenommen (Mitgliedsnummer 4.832.266).
Kettler machte Karriere bei der  Deutschen Reichsbahn und wurde zum Reichsbahnrat befördert. Danach hatte er eine Schlüsselrolle in den Unternehmen Borsig als Vorstandsmitglied und Mittelwerk GmbH als operativer Geschäftsführer bzw. Betriebsdirektor inne. Borsig konzentrierte sich auf den Bau von Lokomotiven, und Mittelwerk war ein Zentrum der unterirdischen Raketenproduktion (Vergeltungswaffen), wobei beide stark von Zwangsarbeit durch Häftlinge aus Konzentrationslagern profitierten.
1945 leitete er das Kommando Außenlagerkomplex Kaufering des KZ Dachau, wo er verhaftet wurde.
Nach dem Zweiten Weltkrieg war Kettler spätestens ab 1954 bis Ende 1956 oder Anfang 1957 Vorstandsmitglied der MAN AG.

## Auszeichnungen
Kettler erhielt das Kriegsverdienstkreuz 1. Klasse für die Kriegslokomotive DR-Baureihe 52 aus den Händen von Albert Speer, Amtschef der auf militärisches Bauwesen spezialisierten Organisation Todt und späterem Rüstungsminister. Im Mai 1945 erhielt er das Ritterkreuz des Kriegsverdienstkreuzes.

## Schriften
- Der Oeltriebwagen mit mechanischer Kraftübertragung, seine Wirtschaftlichkeit im allgemeinen, sowie seine Anwendbarkeit durch einen Neuentwurf für Gebirgsbahnstrecken. Dissertation. Technische Hochschule Hannover, 1928 (teilweise erschienen in: Verkehrstechnik. 1928).